# Dingdorf

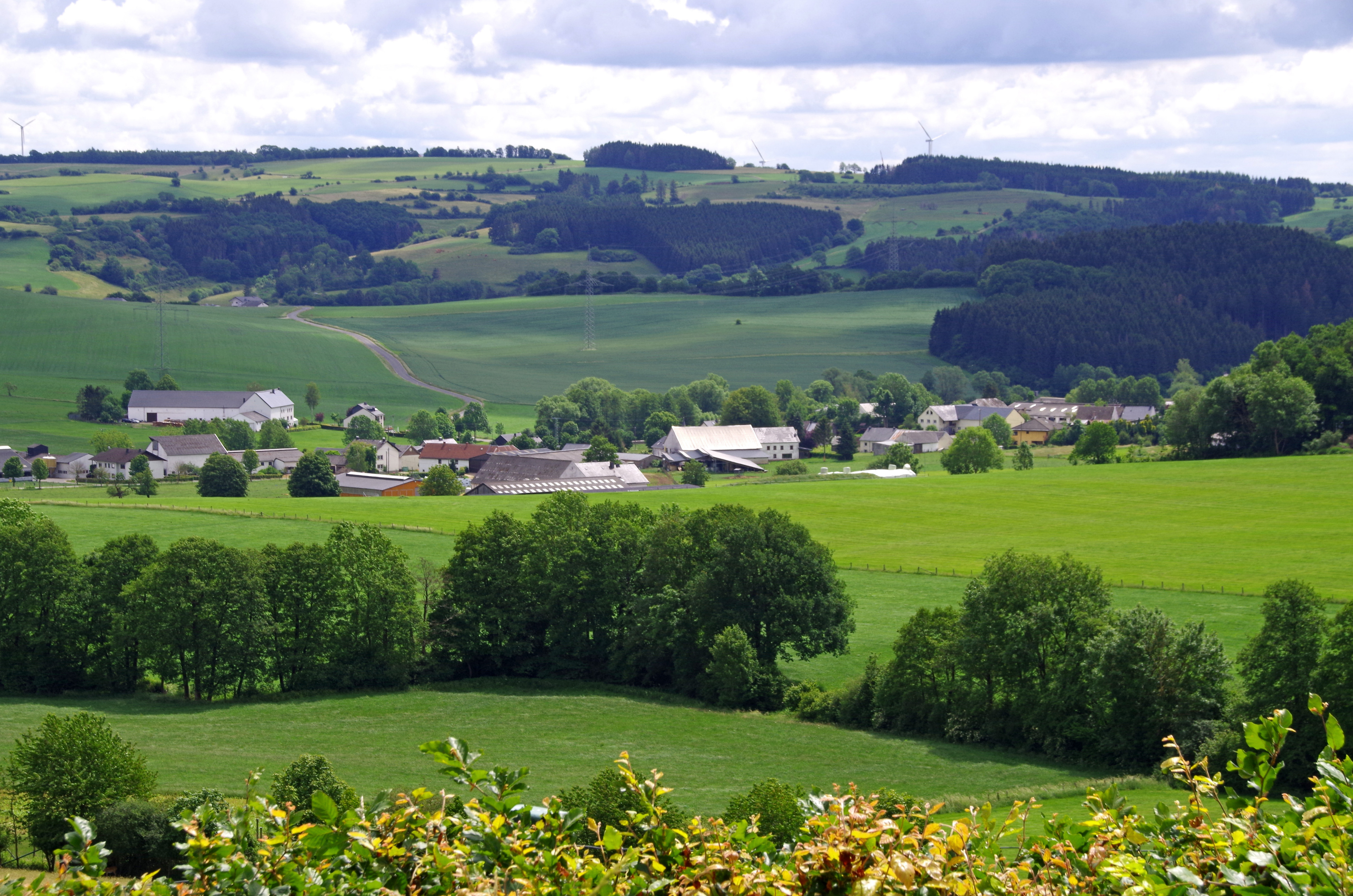
Dingdorf von Nordwesten

Dingdorf ist eine Ortsgemeinde im Eifelkreis Bitburg-Prüm in Rheinland-Pfalz. Sie gehört der Verbandsgemeinde Prüm an.

## Geographie
Dingdorf liegt in einer weiten Talebene im Südwestteil der Prümer Kalkmulde. Prüm liegt etwa sieben Kilometer nördlich.
Nachbargemeinden sind Oberlauch, Schönecken, Nimsreuland, Heisdorf, Matzerath, Winringen und Niederlauch.

## Geschichte
Die Abtei Prüm hatte schon im 8. Jahrhundert Besitzungen in Dingdorf. Im Prümer Urbar wurde der Ort 893 „Dydendorpth“ und „Diedendorpth“ genannt. Später gehörte der Ort zur Herrschaft Schönecken und vom 14. bis Ende des 18. Jahrhunderts zum Kurfürstentum Trier. Dingdorf war Hauptort einer der vier Maiereien, in die das kurtrierische Amt Schönecken gegliedert war. Zu dieser Meierei gehörten die Orte Dingdorf, Giesdorf, Heisdorf, Niederlauch, Winringen und die Mühle zu Schweißthal. Im Jahr 1684 umfasste Dingdorf vier Feuerstellen.
Nach 1792 hatten französische Revolutionstruppen das Linke Rheinufer besetzt. Unter der französischen Verwaltung war Dingdorf von 1798 bis 1814 dem Kanton Prüm zugeordnet, der zum Arrondissement Prüm im Saardepartement gehörte. Dingdorf war Hauptort (chef-lieu) einer Mairie.
Nach dem Wiener Kongress kam Dingdorf 1815 zum Königreich Preußen. Unter der preußischen Verwaltung gehörte Dingdorf zum 1816 neu gebildeten Kreis Prüm im Regierungsbezirk Trier und wurde Sitz der gleichnamigen Bürgermeisterei (ab 1927 Amt).
Als Folge des Ersten Weltkriegs war die gesamte Region dem französischen Abschnitt der Alliierten Rheinlandbesetzung zugeordnet. Das Amt Dingdorf wurde 1936 zusammen mit anderen Ämtern zum vergrößerten Amt Schönecken zusammengelegt.  Nach dem Zweiten Weltkrieg wurde der Ort innerhalb der französischen Besatzungszone Teil des damals neu gebildeten Landes Rheinland-Pfalz. Im Rahmen der rheinland-pfälzischen Kommunalreform wurde Dingdorf 1970 der neuen Verbandsgemeinde Prüm zugeordnet.
Bevölkerungsentwicklung
Die Entwicklung der Einwohnerzahl von Dingdorf, die Werte von 1871 bis 1987 beruhen auf Volkszählungen:
| Jahr | Einwohner |
| ---- | --------- |
| 1815 | 72        |
| 1835 | 94        |
| 1871 | 121       |
| 1905 | 106       |
| 1939 | 98        |
| 1950 | 88        |
| 1961 | 99        |

| Jahr | Einwohner |
| ---- | --------- |
| 1970 | 106       |
| 1987 | 94        |
| 1997 | 109       |
| 2005 | 96        |
| 2011 | 98        |
| 2017 | 99        |
| 2024 | 115       |

## Politik

### Bürgermeister
Stefan Marxen ist seit dem 21. August 2019 Ortsbürgermeister von Dingdorf.
Marxens Vorgänger waren Albert Thielen (2014–2019) und zuvor Hans-Heinrich Thomé, der das Amt 45 Jahre ausübte.

## Sehenswürdigkeiten
In der Denkmalliste des Landes Rheinland-Pfalz (Stand: 2021) sind folgende Kulturdenkmäler ausgewiesen:
- Kapelle St. Josef von 1866 mit Steinplastiken, darunter auch eine Kreuzigungsgruppe aus der Zeit um 1600.

Kapelle St. Josef
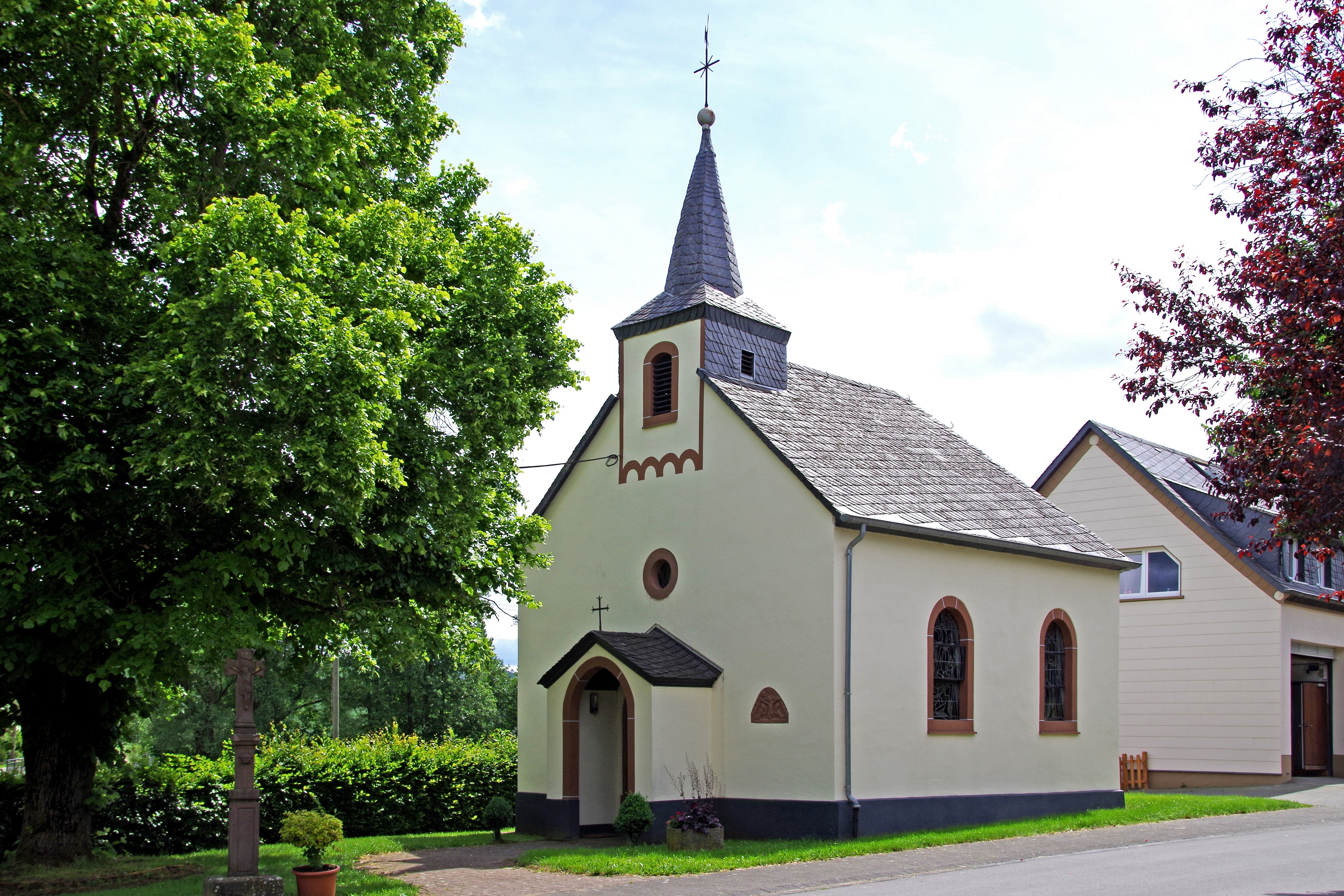
Außenansicht
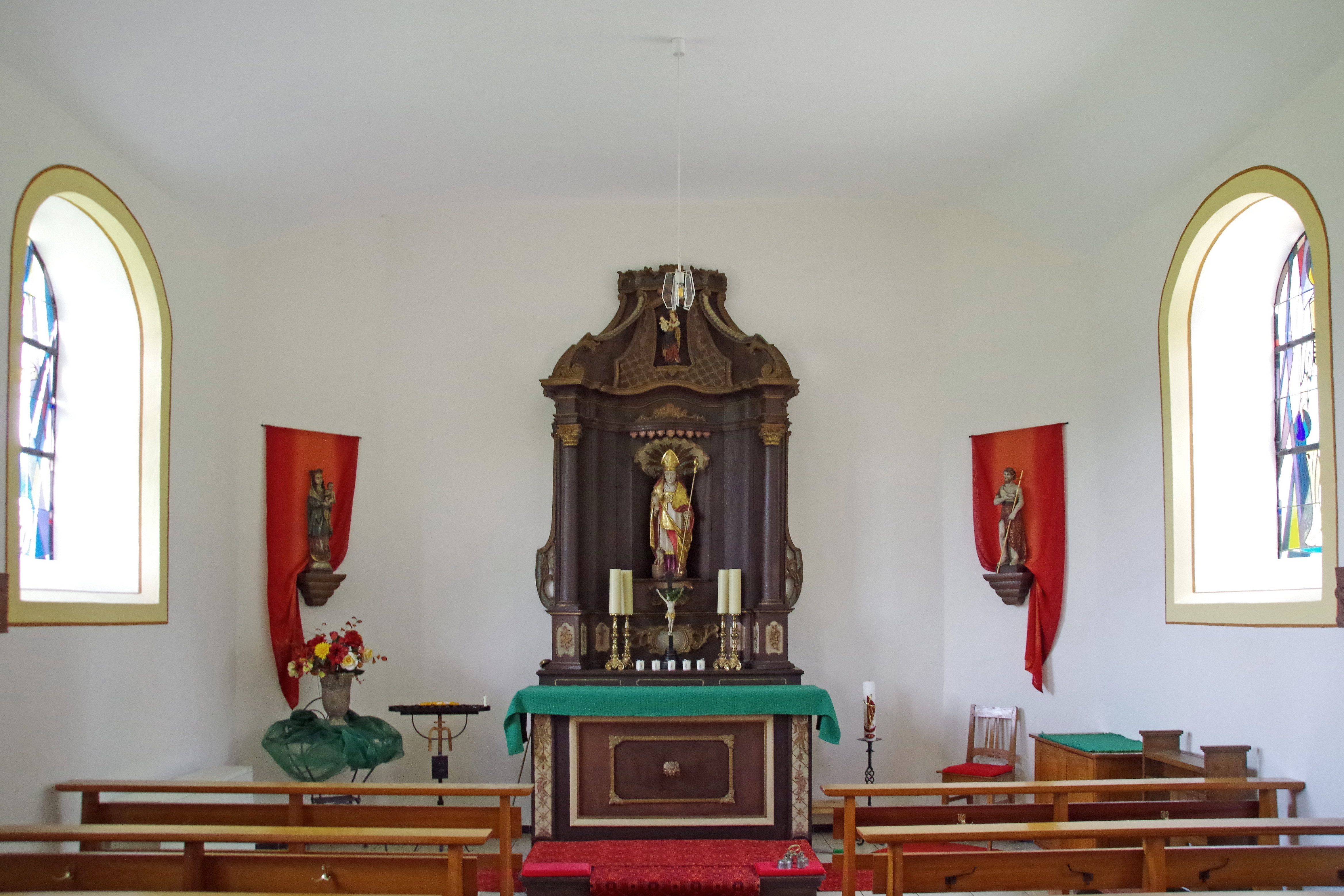
Innenraum
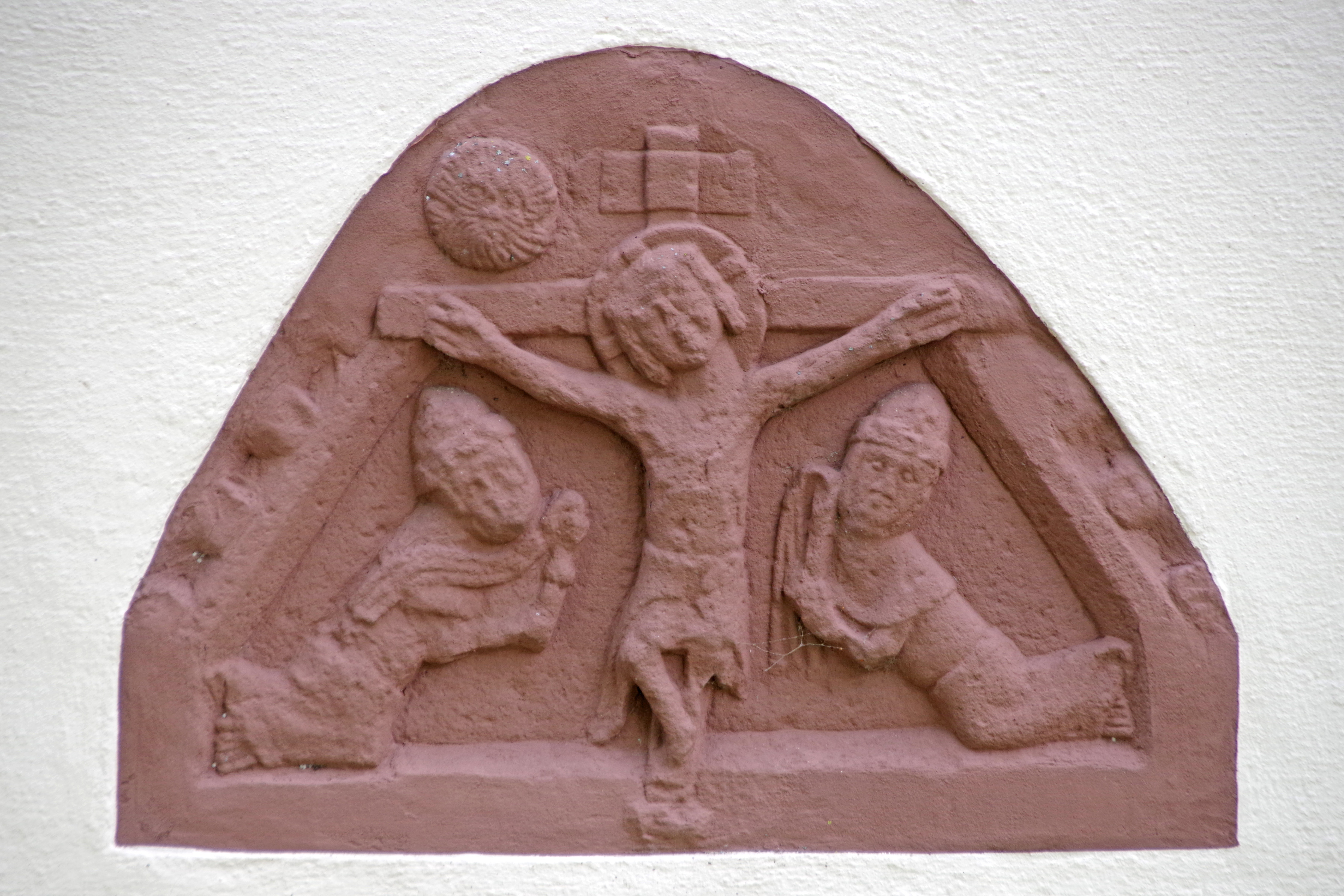
Kreuzigungsrelief
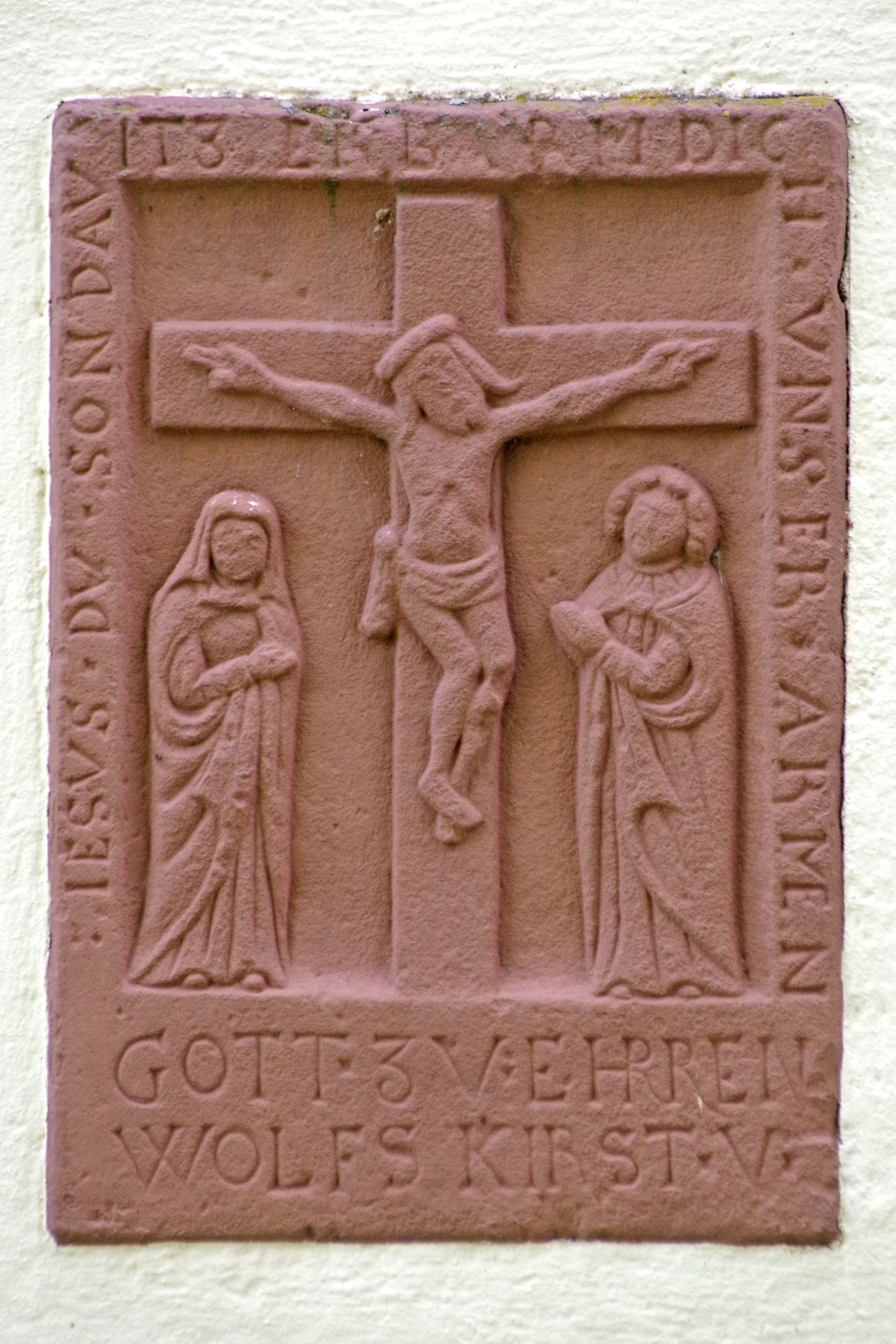
Kreuzigungsgruppe
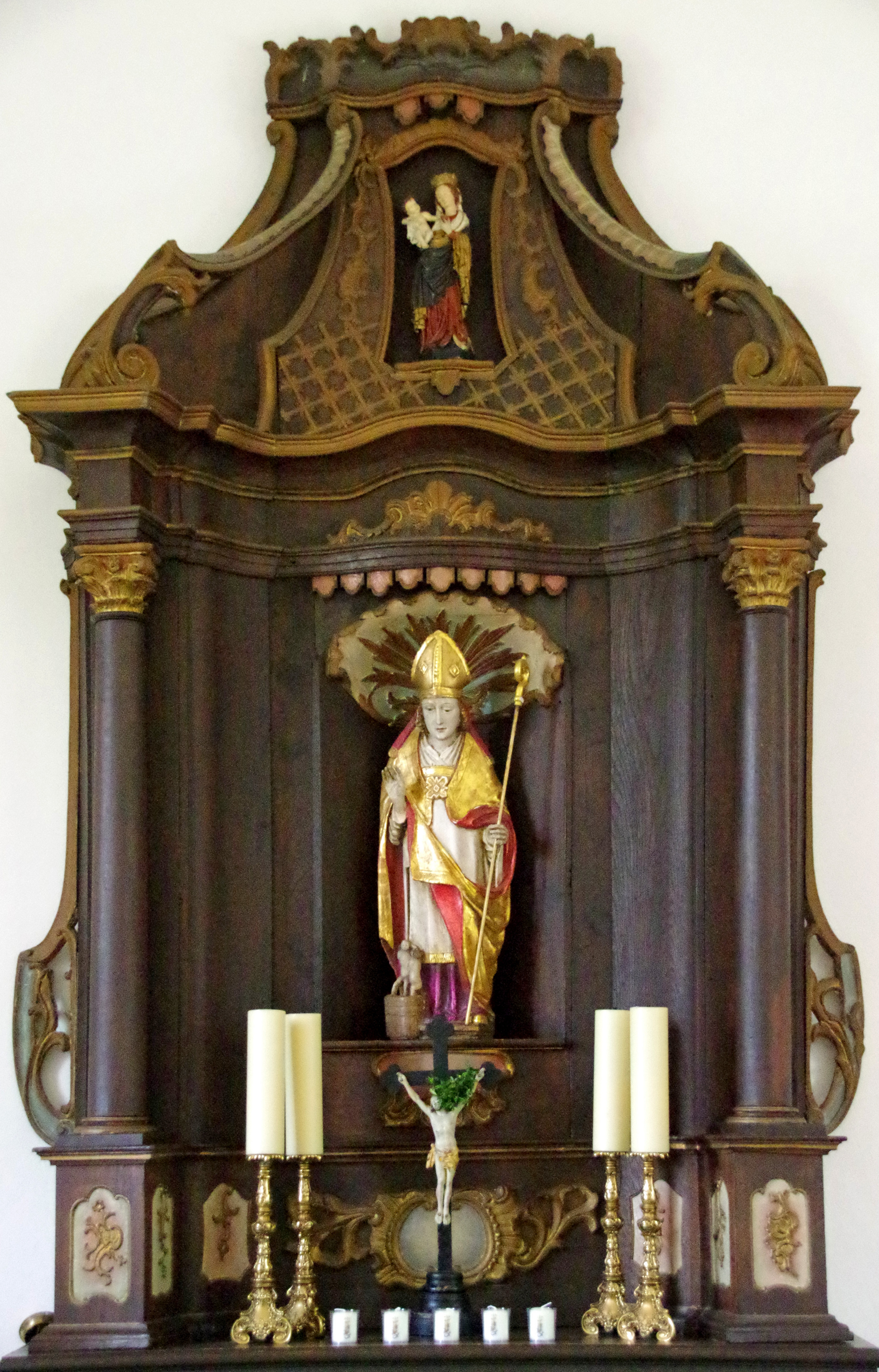
Barockes Altarretabel
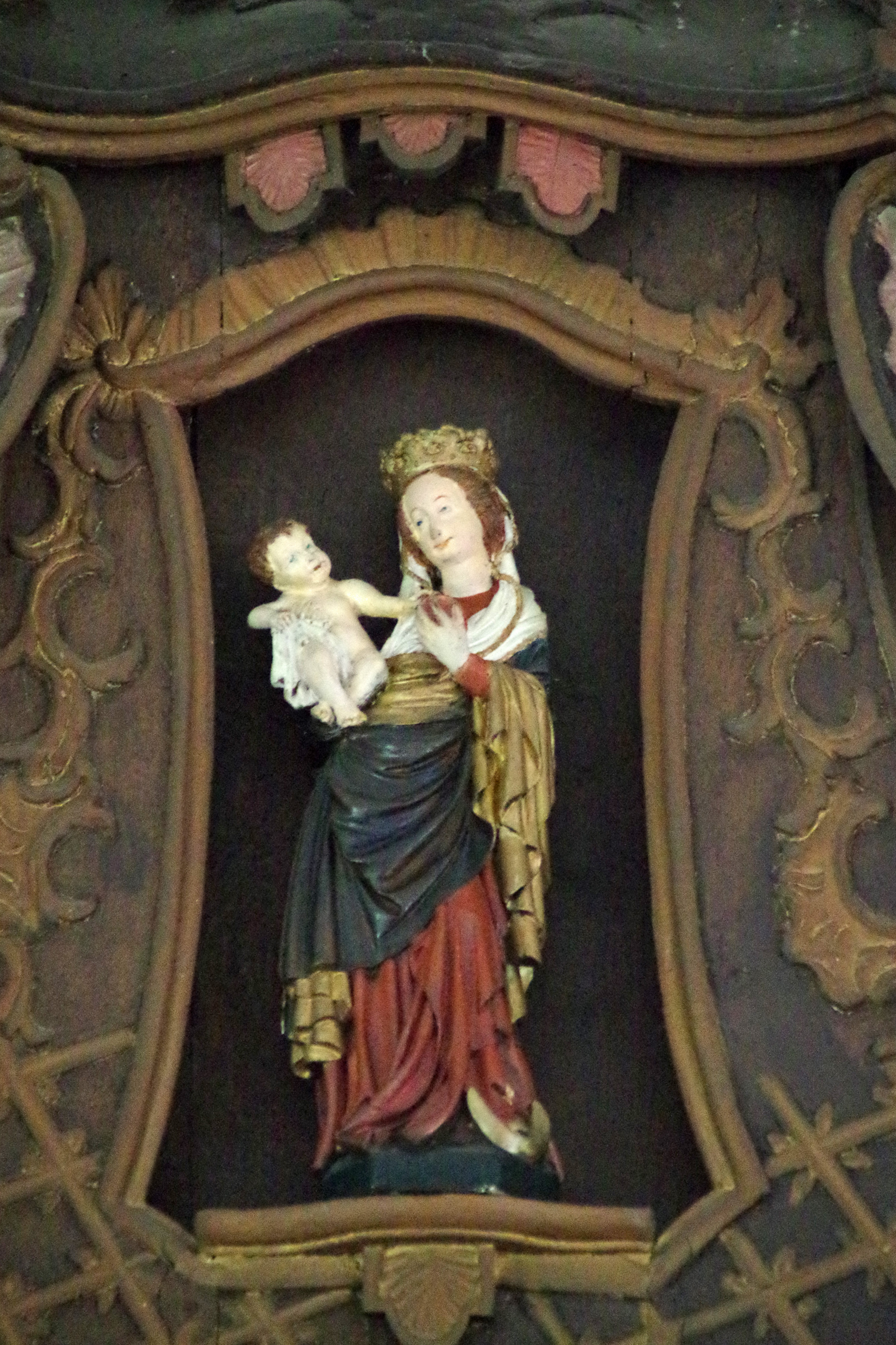
Maria mit Kind

- Drei Wegekreuze aus dem 18. und 19. Jahrhundert
- Kreuzigungsbildstock in der Gemarkung

## Verkehr
Durch den Ort führt die Kreisstraße 118. Die Bundesautobahn 60 führt südwestlich an Dingdorf vorbei, die nächstgelegenen Anschlussstellen sind Prüm und Waxweiler.